# 亜硫酸カルシウム
亜硫酸カルシウム（ありゅうさんカルシウム、英: calcium sulfite）はカルシウムの亜硫酸塩で、化学式CaSO3で表される無機化合物。還元剤としての性質を持ち、水道水中の残留塩素の除去や、ヨーロッパなどでは食品添加物としても使用される。

## 反応
酸化カルシウム、炭酸カルシウムまたは水酸化カルシウムと二酸化硫黄との反応により生成する。
{\displaystyle {\ce {CaO\ + SO2 -> CaSO3}}}
{\displaystyle {\ce {CaCO3\ + SO2 -> CaSO3\ + CO2}}}
{\displaystyle {\ce {Ca(OH)2\ + SO2 -> CaSO3\ + H2O}}}
酸化されると、硫酸カルシウムとなる。
{\displaystyle {\ce {2 CaSO3\ + O2 -> 2CaSO4}}}

## 用途
浄水器などに使われ、水道水中の残留塩素の除去に用いられる。
{\displaystyle {\ce {CaSO3\ + HClO -> CaSO4\ + HCl}}}
ヨーロッパなどでは、E番号226の防腐剤として、ワイン・サイダー・フルーツジュース・果実缶詰や野菜の酸化防止・変色防止・漂白等に使用される。